# (5325) Silver
(5325) Silver (1988 JQ) – planetoida z pasa głównego asteroid okrążająca Słońce w ciągu 3,64 lat w średniej odległości 2,36 j.a. Odkryta 12 maja 1988 roku.